# 双齿近相手蟹
双齿近相手蟹（学名：Perisesarma bidens），舊屬方蟹科（Grapsidae）相手蟹属（Sesarma），稱為双齿相手蟹（Sesarma bidens）；後來相手蟹科從方蟹科獨立出來，現重新分類作近相手蟹屬（Perisesarma）。

## 型態描述
本物種兩腿伸展開來有4" (10 cm)，當中頭胸甲的寬不超過2" (5 cm)。

## 分佈
本物種分佈於印度洋-太平洋海域,西起東非桑給巴爾到東北的日本及東南的斐濟，見於朝鲜、日本、菲律宾、马来群岛、安达曼、斯里兰卡、印度、台湾岛以及中国大陆的广西、广东、香港、福建等地。

## 棲息地
雖然本物種的生活环境为海水，但多见于近河口的泥滩上以及能到离水较远处。
在自然環境以外，一般若將本物種放置於淡水中，建議每加侖淡水應加入一到兩茶匙的海鹽，以營造鹹淡水交界的棲境，否則蟹無法存活。加入淡水中的海鹽需預先混合進水裡，攪拌好後才可以放蟹。由於本物種乃熱帶物種，水溫應保持在攝氏24度至27度，酸鹼值 7.5-8.5　左右。養殖本物種的水缸至少要有10加侖水，可飼養一隻雄蟹和兩隻雌蟹，但這些蟹仍然有可能會打鬥。缸底也應有沙質底層，以方便蟹隻偽裝及挖洞居住。

## 外部連結
- 維基物種上的相關：双齿近相手蟹